# Micropsectra aristata
Micropsectra aristata är en tvåvingeart som beskrevs av Pinder 1976. Micropsectra aristata ingår i släktet Micropsectra och familjen fjädermyggor. Inga underarter finns listade i Catalogue of Life.